# Hycleus mylabroides
Hycleus mylabroides es una especie de coleóptero de la familia Meloidae.

## Distribución geográfica
Habita en Egipto, Mozambique, Senegal y Angola.